# Фёдоров, Максим Викторович
Макси́м Ви́кторович Фёдоров (род. 20 января 1986, Чехов, Московская область, СССР) — российский футболист, полузащитник.

## Карьера
Воспитанник СДЮШОР «Смена» Калуги. По окончании футбольной детско-юношеской школы отправился в киевское «Динамо», выступая за вторую и третью команды клуба. Не имея игровой практики в основной команде, в 2007 году отправился в аренду в киевский ЦСКА, а после — в армянскую «Мику». В элитном дивизионе дебютировал 6 апреля 2008 года в матче против «Ширака» (3:1). В 2009 году подписал контракт с «Рязанью». В 2010 году перешёл в клуб «Луч-Энергия». Летом 2012 года пополнил ряды московского «Торпедо». В 2013 году защищал цвета петербургских клубов «Петротрест» и «Динамо».